# Холдсток, Роберт
Роберт Пол Холдсток (англ. Robert Paul Holdstock) (1948 — 2009) — английский писатель, наиболее известным своими произведениями кельтской, скандинавской, готической и пиктской фэнтезийной литературы, преимущественно в фэнтезийном поджанре мифической фантастики.

## Биография
Начал печататься в 1968 году. Его научно-фантастические и фэнтезийные произведения исследуют философские, психологические, антропологические, духовные и природные темы. Он получил три награды BSFA и выиграл WFA в категории «Лучший роман 1985 года». Также известен как автор новеллы «Тёмное колесо» (англ. «Dark wheel»), шедшей в комплекте с компьютерной игрой Elite.